# Japanisches Wirtschaftswunder

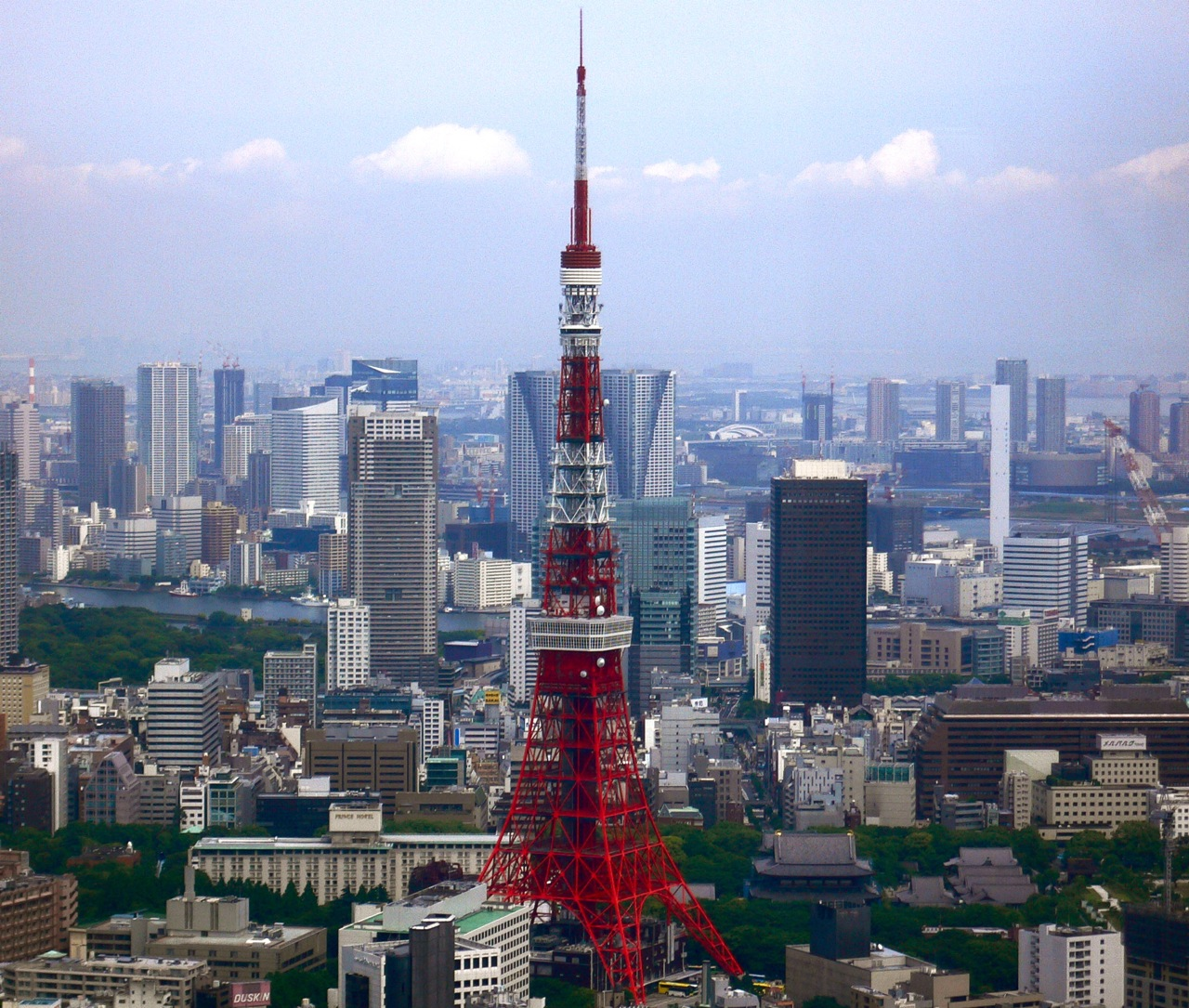
Skyline von Tokio

Das japanische Wirtschaftswunder (japanisch: 高度経済成長, romanisiert: Kōdo keizai seichō) bezeichnet eine Phase des schnellen Wirtschaftswachstums im Japan der Nachkriegszeit. Er bezieht sich im Allgemeinen auf den Zeitraum ab 1955, als das Pro-Kopf-Bruttonationaleinkommen des Landes wieder das Vorkriegsniveau erreichte, bis zum Ausbruch der Ölkrise 1973.
Bereits dem Krieg hatte Japan in der zweiten Hälfte des 19. Jahrhunderts durch die Reformen der Meiji-Restauration als erster Staat in Asien die Industrialisierung erreicht, aber die Leichtindustrie und die Landwirtschaft blieben das Rückgrat der Wirtschaft. Die Schwerindustrie konzentrierte sich in erster Linie auf das Militär, z. B. Luftfahrt, Schiffbau und Militärfahrzeuge, und nicht auf die Produktion von Zivilgütern. Der Zweite Weltkrieg führte zum Verlust aller asiatischen Kolonialbesitzungen, und sowohl die Industrie als auch die zivile Wirtschaft wurden schwer geschädigt. Nach dem Krieg war die Regierung hoch verschuldet, während die Bevölkerung unter dem Mangel an lebenswichtigen Gütern litt, was unweigerlich zu einer Hyperinflation führte.
Unter den alliierten Besatzungstruppen erfuhr die japanische Wirtschaft erhebliche strukturelle Veränderungen, zu denen zunächst die Auflösung aller großen zaibatsu und die Schwächung der Schwerindustrie und der wissenschaftlichen Forschung gehörten, um dem Land die Fähigkeit zu nehmen, jemals wieder einen Krieg zu führen. Die Regierung und die Bank von Japan mussten mit einer Hyperinflation fertig werden, während sie die Wirtschaft unter diesen Einschränkungen wieder aufbauten. Japan und Westdeutschland profitierten jedoch bald darauf durch die Intensivierung des Ost-West-Konflikts, der eine grundlegenden Änderung der US-Politik auslöste, die nun versuchte, diese ehemaligen Feinde in demokratisierter Form wieder aufzubauen, anstatt sie zu schwächen, um die Ausbreitung des Kommunismus in ihren jeweiligen Regionen zu verhindern.
Japans Wirtschaft erholte sich allmählich und erreichte Mitte der 1950er Jahre wieder den Lebensstandard der Vorkriegszeit; zu diesem Zeitpunkt begann das „Wirtschaftswunder“. In dieser Zeit wurde das Wirtschaftswachstum Japans durch die Schwerindustrie und die Ausweitung der Mittelschicht angetrieben, die sowohl einen großen inländischen Verbrauchermarkt als auch Ersparnisse für Banken schuf. Diese Ersparnisse flossen wiederum an Unternehmen als Kredite, um in Anlagekapital zu investieren. Auch der Interventionismus der japanischen Regierung spielte eine Rolle, vor allem durch den von Osamu Shimomura konzipierten und von Premierminister Hayato Ikeda umgesetzten Plan zur Einkommensverdoppelung. Japan profitierte auch vom Bretton-Woods-System, das die wichtigsten Währungen, darunter den Yen, an den US-Dollar koppelte. Während des Wirtschaftsbooms wurde Japan schnell zur drittgrößten Volkswirtschaft der Welt, nach den Vereinigten Staaten und der Sowjetunion. In den 1960er Jahren trat Japan als frühes Mitglied der OECD bei und wurde Gründungsmitglied der G7. In den 1970er Jahren begann das Wachstum schließlich erstmals abzunehmen, auch wenn die Wirtschaft bis zum Platzen der Blasen-Wirtschaft Anfang der 1990er Jahre sehr dynamisch blieb.

## Geschichte

### Wirtschaftliche Erholung (1946–1954)

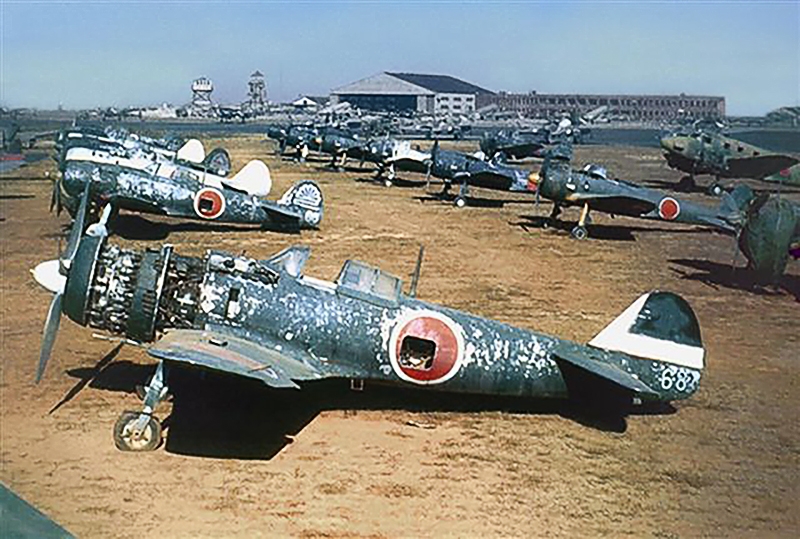
Obwohl der SCAP alle militärbezogenen Aktivitäten, einschließlich der Forschung, wie z. B. die Luftfahrt, verbot, überlebten ihre Grundlagen und wurden zur Basis für den Wiederaufschwung der japanischen Schwerindustrie in den 1950er Jahren.

Die japanische Wirtschaft lag nach dem Ende des Zweiten Weltkriegs in Trümmern. Außerdem stand Japan 1946 am Rande einer landesweiten Hungersnot, die nur durch amerikanische Lebensmittellieferungen abgewendet werden konnte. Die Zerstörung des japanischen Lebensstandards in Verbindung mit der militärischen Bedrohung durch die Sowjetunion brachte die Vereinigten Staaten dazu, einen weitreichenden wirtschaftlichen Aufschwung zu unterstützen. Fast alle Länder erlebte in der Nachkriegszeit ein gewisses industrielles Wachstum, wobei die Länder, die aufgrund der Kriegsschäden einen starken Rückgang der Industrieproduktion hinnehmen mussten, wie Japan, Westdeutschland und Italien, das größte Wachstum verzeichneten. Im Falle Japans sank die Industrieproduktion 1946 auf 27,6 % des Vorkriegsniveaus, erholte sich aber 1951 und erreichte 1960 350 %. Bis zum Ende der amerikanischen Besetzung Japans im Jahr 1952 hatten die Vereinigten Staaten Japan erfolgreich in die Weltwirtschaft reintegriert, eine Landreform durchgeführt und die wirtschaftliche Infrastruktur wieder aufgebaut, die später die Grundlage für das japanische Wirtschaftswunder bilden sollte.
Ein wichtiger Grund für die schnelle Erholung Japans vom Kriegstrauma waren die Wirtschaftsreformen der Regierung. Die für die Industriepolitik in Japan zuständige Regierungsbehörde war das Ministerium für internationalen Handel und Industrie. Eine der wichtigsten Wirtschaftsreformen war die Einführung des „vorrangigen Produktionsverfahrens“ (傾斜生産方式, keisha seisan hoshiki), der die Produktion von industriellen Erzeugnissen wie Kohle und Stahl priorisierte. Um das Wachstum anzukurbeln, begann die japanische Regierung außerdem den Eintritt von Frauen in den Arbeitsmarkt zu fördern und führte eine umfassende Arbeitsmarktreform durch.
Ein weiterer Grund für die Erholung Japans Anfang der 1950er Jahre war der Ausbruch des Koreakrieges im Jahr 1950. Der Krieg fand in einem Gebiet statt, das bis 1945 eine japanische Kolonie war und später zwischen dem von der Sowjetunion unterstützten Norden und dem von den USA unterstützten Süden aufgeteilt wurde. Infolgedessen begann die USA zur Unterstützung der Kriegsanstrengungen in Korea Militärgüter aus Japan zu beschaffen. Die Schwerindustrie des Landes, die am Rande des Bankrotts stand, wurde durch Aufträge zur Reparatur tausender beschädigter Flugzeuge und Militärfahrzeuge gerettet, während Autofirmen wie Toyota mit Aufträgen für zahlreiche Lastkraftwagen und andere Militärfahrzeuge florierten.

### Rasantes Wachstum (1954–1972)

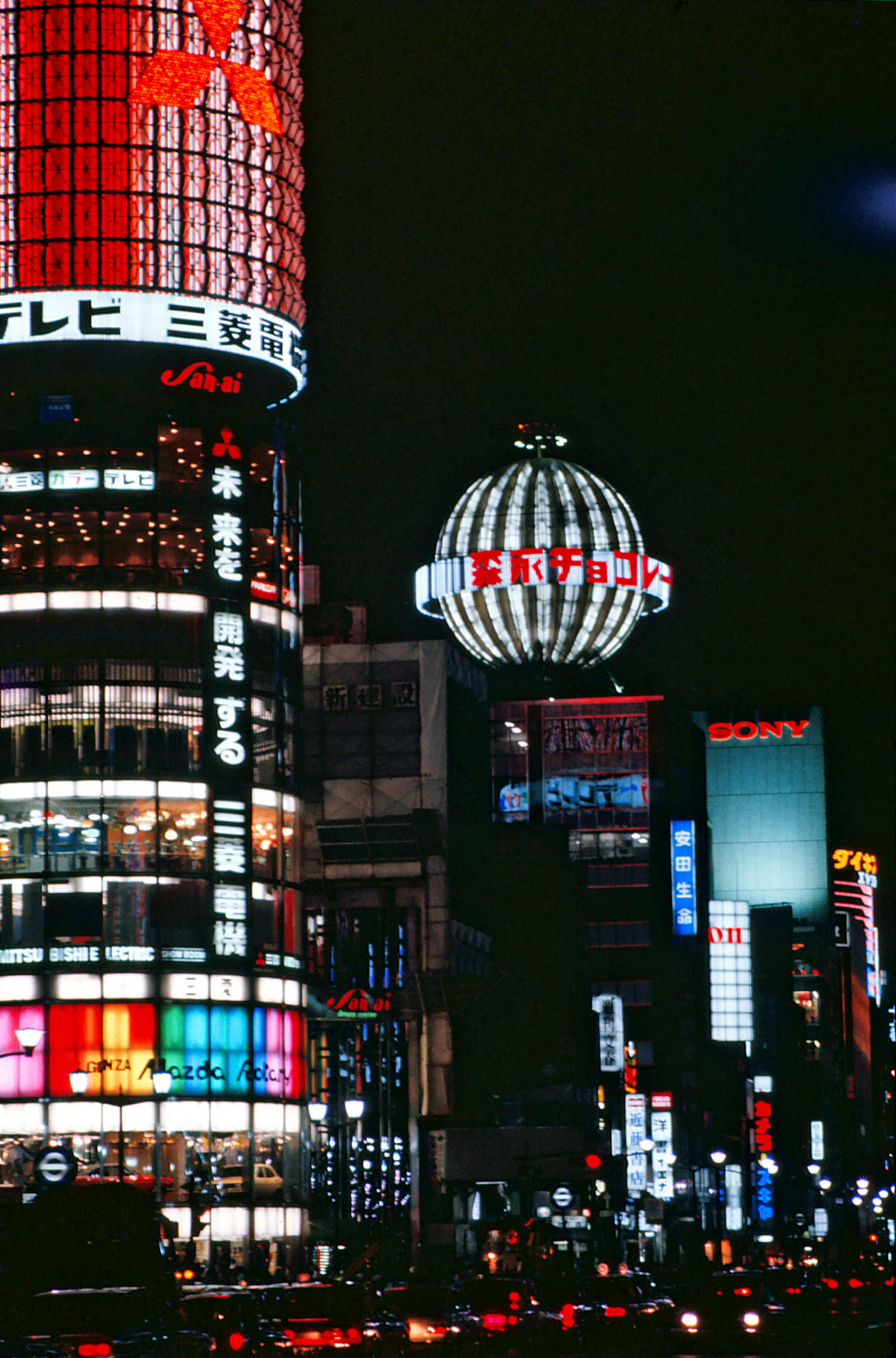
Geschäfte für Unterhaltungselektronik in Tokio im Jahr 1971: Unterhaltungselektronik und Autos wurden zu Symbolen der japanischen Mittelschicht

Nachdem Japan Mitte der 1950er Jahre seinen Lebensstandard aus der Vorkriegszeit wiedererlangt hatte, ging es mit seiner Wirtschaft bis Anfang der 1970er Jahre steil bergauf. Zwischen 1957 und 1973 verzeichnete das Land eine jährliche Wachstumsrate des Bruttonationalprodukts von rund 10 %. 1964 trat Japan der OECD bei, die drei Jahre zuvor gegründet worden war und weithin als einer der wichtigsten Indikatoren für den Status einer entwickelten Nation gilt. Damals war Japan das einzige Mitglied aus der Region Asien-Pazifik. Im selben Jahr fanden in Japan die Olympischen Spiele in Tokio statt, und große Infrastrukturprojekte wie der Shinkansen und Schnellstraßen wurden fertiggestellt, um die gestiegene Verkehrsnachfrage zu bewältigen.

Reales Bruttoinlandsprodukt pro Kopf in verschiedenen Industrieländern 1920 bis 1976

#### Wirtschaftspolitik und Rolle derkeiretsu
1954 trat das Wirtschaftssystem, das das MITI von 1949 bis 1953 kultiviert hatte, voll in Kraft. Premierminister Hayato Ikeda, den Chalmers Johnson als „den wichtigsten individuellen Architekten des japanischen Wirtschaftswunders“ bezeichnet, verfolgte eine Politik der Schwerindustrialisierung. Diese Politik führte zur Entstehung des „over-loaning“ (eine Praxis, die bis heute anhält), bei der die Bank of Japan Kredite an Regionalbanken vergibt, die ihrerseits Kredite an Industriekonglomerate vergeben. Da zu dieser Zeit in Japan Kapitalmangel herrschte, nahmen die Industriekonglomerate Kredite auf, die ihre Rückzahlungskapazität und oft auch ihre Vermögenswerte überstiegen, was wiederum dazu führte, dass die regionalen Banken viele Kredite bei der Bank of Japan aufnehmen mussten. Dadurch erhielt die nationale Bank of Japan die vollständige Kontrolle über die abhängigen lokalen Banken.
Das System der übermäßigen Kreditvergabe in Verbindung mit der Lockerung der Antimonopolgesetze durch die Regierung (ein Überbleibsel der Besatzungszeit) führte zum Wiederauftauchen von Konglomeratgruppen, die als keiretsu bezeichnet wurden und die zu den Nachfolgern der Konglomerate aus der Kriegszeit (zaibatsu) wurden. Unter dem Einfluss der Sony-Gründer Masaru Ibuka und Akio Morita, teilten die keiretsu ihre Ressourcen effizient auf und wurden international wettbewerbsfähig, unterstützt durch staatliche Hilfen.

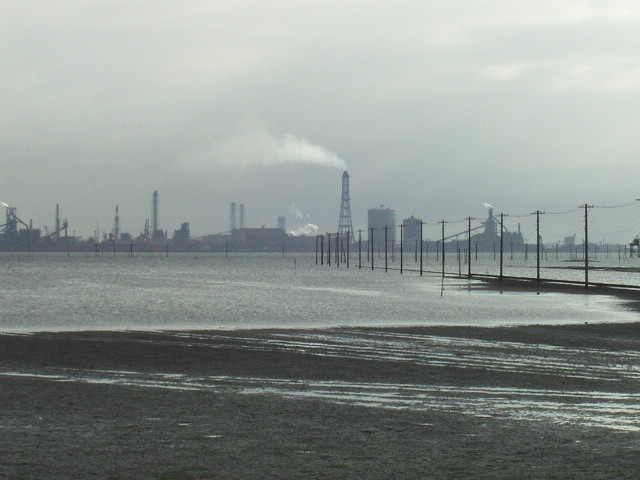
Die japanische kohle- und metallverarbeitende Industrie verzeichnete in den 1960er Jahren eine jährliche Wachstumsrate von 25 %, wobei das Stahlwerk der Nippon Steel Corporation in der Präfektur Chiba besonders hervorzuheben ist.

Das Herzstück des Erfolgs der Keiretsu bildeten die regionalen Banken, die großzügige Kredite vergaben und so den Erwerb von Beteiligungen in verschiedenen Branchen ermöglichten. Die Keiretsu förderten sowohl die horizontale als auch die vertikale Integration und schlossen ausländische Unternehmen aus den japanischen Industrien aus. Die Keiretsu unterhielten enge Beziehungen zum MITI und zueinander durch die gegenseitige Platzierung von Aktien und boten so Schutz vor ausländischen Übernahmen. So flossen beispielsweise 83 % der Finanzmittel der japanischen Entwicklungsbank in strategische Industrien: Schiffbau, Stromerzeugung, Kohle- und Stahlproduktion. Keiretsu förderte auch eine bestimmte Mentalität unter japanischen Managern, die kurzfristig niedrige Gewinne tolerierten, weil Keiretsu weniger auf steigende Aktiendividenden und Kurse und mehr auf die Rückzahlung der Zinszahlungen bedacht waren.
Zur Förderung der japanischen Industrie und dem Schutz der Keiretsu wurde eine protektionistische Politik betrieben. Die Regierung Ikeda führte auch die Devisenzuteilungspolitik ein, ein System von Einfuhrkontrollen, das die Überschwemmung der japanischen Märkte durch ausländische Waren verhindern sollte. Das MITI nutzte die Devisenzuteilung, um die Wirtschaft durch die Förderung von Exporten, die Steuerung von Investitionen und die Überwachung der Produktionskapazitäten anzukurbeln. Im Jahr 1953 überarbeitete das MITI die Devisenzuteilungspolitik, um die einheimische Industrie zu fördern und den Anreiz für Exporte zu erhöhen.

#### Goldene Sechziger
Die Zeit des schnellen Wirtschaftswachstums zwischen 1955 und 1961 ebnete den Weg für die Goldenen Sechziger, das allgemein als das japanischen Wirtschaftswunder gilt und in dem die ökonomischen Erfolge des Landes weltweite Aufmerksamkeit erfuhren. Im Jahr 1965 wurde das nominale BIP Japans auf knapp über 97 Milliarden US-Dollar geschätzt. Fünfzehn Jahre später, im Jahr 1980, war das nominale BIP auf den Rekordwert von 1,1 Billionen Dollar angestiegen. Die japanischen Exporte stiegen im selben Zeitraum von 8,5 Milliarden auf 130 Milliarden Dollar an. Sie wandelten sich in dieser Zeit von billigen Textilexporten hin zur Hochtechnologie.
Unter der Führung von Premierminister Ikeda, dem ehemaligen Minister des MITI, nahm die japanische Regierung einen ehrgeizigen „Einkommensverdopplungsplan“ (所得倍増計画) in Angriff. Der Plan sah vor, die Größe der japanischen Wirtschaft innerhalb von zehn Jahren durch eine Kombination aus Steuererleichterungen, gezielten Investitionen, einem erweiterten sozialen Sicherheitsnetz und Anreizen zur Steigerung der Exporte und der industriellen Entwicklung zu verdoppeln. Um das Ziel der Verdoppelung der Wirtschaft in zehn Jahren zu erreichen, sah der Plan eine durchschnittliche jährliche Wachstumsrate von 7,2 % vor, was sogar noch übertroffen werden konnte. Tatsächlich betrug das jährliche Wachstum in Japan während der Laufzeit des Plans durchschnittlich mehr als 10 %, und die Wirtschaft verdoppelte sich in weniger als sieben Jahren.
Ikeda führte den Plan zur Einkommensverdopplung als Reaktion auf die massiven Proteste gegen den amerikanisch-japanischen Sicherheitsvertrag im Jahr 1960 ein, um den nationalen Dialog Japans von den politischen Auseinandersetzungen weg und hin zu einem Konsens über das Streben nach schnellem Wirtschaftswachstum zu führen. Jedoch hatten Ikeda und sein Beraterstab, zu dem vor allem der Wirtschaftswissenschaftler Osamu Shimomura gehörte, den Plan bereits Mitte 1959 entwickelt.
Im Rahmen des Einkommensverdopplungsplans senkte Ikeda die Zinssätze und weitete die staatlichen Investitionen in die japanische Infrastruktur rasch aus, indem er Autobahnen, Hochgeschwindigkeitszüge, U-Bahnen, Flughäfen, Hafenanlagen und Staudämme baute. Ikedas Regierung weitete auch die staatlichen Investitionen in den zuvor vernachlässigten Telekommunikationssektor der japanischen Wirtschaft aus. Jede dieser Maßnahmen setzte den japanischen Trend zu einer gelenkten Wirtschaft fort, die das gemischte Wirtschaftsmodell verkörpert. Der Plan zur Einkommensverdopplung wurde weithin als Erfolg angesehen, da er sowohl die politischen als auch die wirtschaftlichen Ziele erreichte.
Neben Ikedas Bekenntnis zu staatlichen Eingriffen und zur Regulierung der Wirtschaft setzte sich seine Regierung für die Liberalisierung des Außenhandels ein, was aufgrund interner Widerstände jedoch nur teilweise durchgeführt werden konnte. Unter Ikedas Ägide begann Japan, das zuvor selbst Wirtschaftshilfen empfangen hatte, zudem erstmals Entwicklungshilfe ins Ausland zu zahlen. Ikeda förderte Japans globale wirtschaftliche Integration, indem er 1964 den Beitritt Japans zur OECD aushandelte. Als Ikeda im selben Jahr aus dem Amt schied, wuchs das Nationaleinkommen mit einer phänomenalen Rate von 13,9 Prozent.

#### Konsumboom
In der Zeit des Wiederaufbaus und vor der Ölkrise von 1973 gelang es Japan, seinen Industrialisierungsprozess abzuschließen, den Lebensstandard erheblich zu verbessern und einen deutlichen Anstieg des Verbrauchs zu verzeichnen. Der durchschnittliche monatliche Verbrauch der städtischen Familienhaushalte verdoppelte sich zwischen 1955 und 1970. Darüber hinaus änderten sich auch die Anteile des Konsums in Japan. Der relative Anteil des Verbrauchs von Gütern des täglichen Bedarfs, wie Lebensmittel, Kleidung und Schuhe, ging zurück. Im Gegensatz dazu stieg der von Freizeit- und Unterhaltungsaktivitäten und privaten Konsumgütern wie Autos, Möbeln oder elektrischen Geräten rasant an. Der Anstieg des Konsums kurbelte wiederum die Industrie und das Wachstum des BIP an.

### Ende des Wirtschaftswunders (1973) und Nachwirkungen
Die Ölkrise 1973 wird als Ende des japanischen Wirtschaftswunders eingestuft. Der Ölpreis stieg von 3 Dollar pro Barrel auf über 13 Dollar pro Barrel. In dieser Zeit ging die Industrieproduktion Japans um 20 % zurück. Darüber hinaus verschärfte der zweite Ölschock in den Jahren 1978 und 1979 die Situation, als der Ölpreis erneut von 13 Dollar pro Barrel auf 39,5 Dollar pro Barrel anstieg. Obwohl Japan von den beiden Ölkrisen schwer getroffen wurde, konnte es die Auswirkungen verkraften und schaffte es, zu einer technologieorientierten und effizienteren Produktionsform überzugehen.
Dieser Wandel war in der Tat ein Produkt der Ölkrise. Da sich der Ölpreis verzehnfachte, stiegen auch die Produktionskosten in die Höhe. Um Kosten zu sparen, musste Japan nach der Ölkrise Produkte umweltfreundlicher und mit geringerem Ölverbrauch herstellen. Der wichtigste Faktor, der nach der Ölkrise zu industriellen Veränderungen führte, war der Anstieg der Energiepreise, einschließlich des Rohöls. Insgesamt verkraftete Japan die Krise nach schweren Strukturanpassungen deutlich besser als die meisten anderen Industrieländer. Japanische Unternehmen wie Sony oder Toyota stiegen zu Global Playern auf und der japanische Marktanteil auf den Weltmärkte (z. B. im Bereich der Elektrotechnik) wuchsen noch zwei weitere Jahrzehnte an. Erst mit dem Platzen der Blasenwirtschaft in den 1990er Jahren setzte eine langanhaltende wirtschaftliche Stagnation ein, gekennzeichnet durch zwei verlorene Dekaden.

## Rolle des Staates

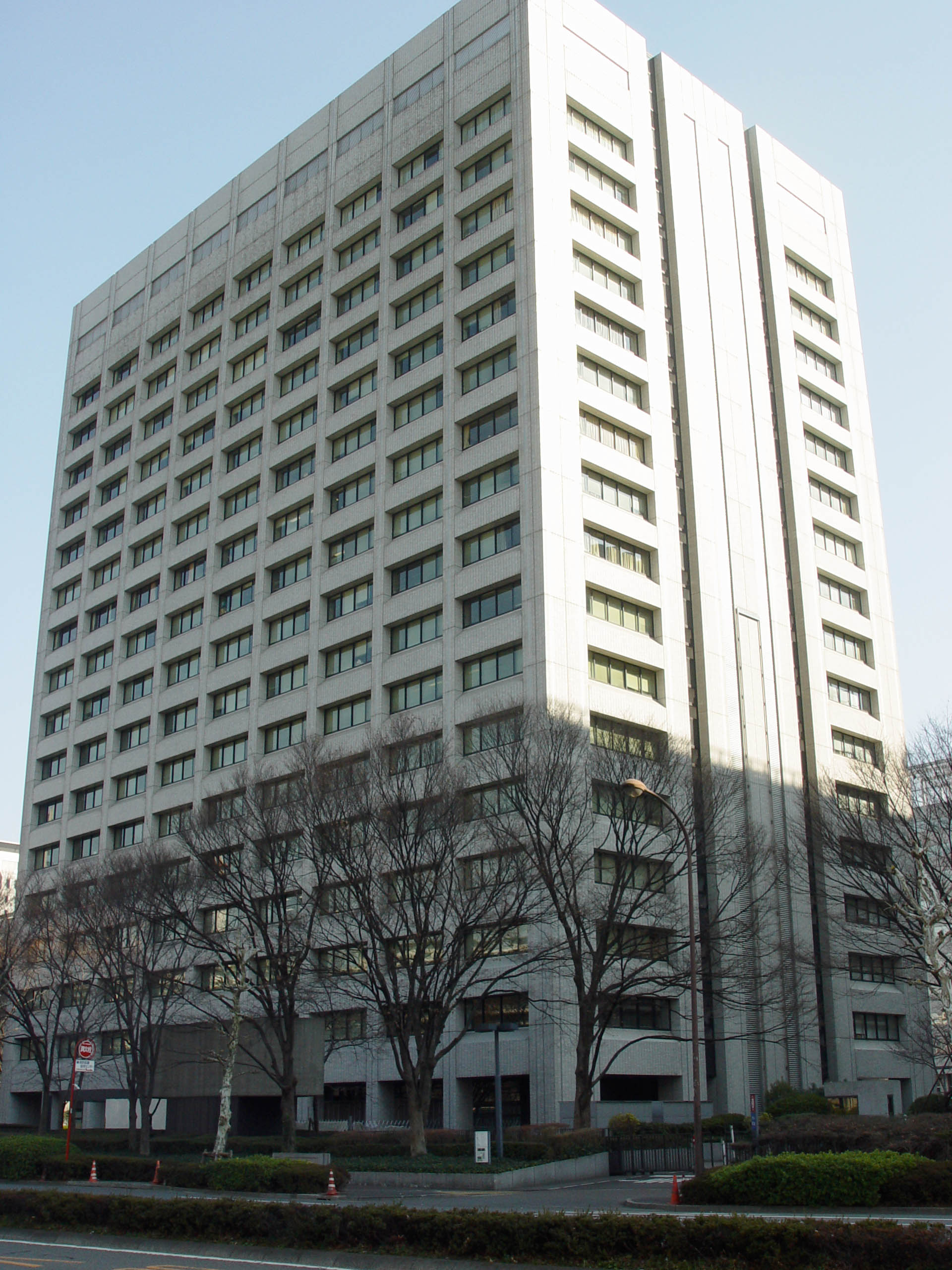
Sitz des MITI in Chiyoda, Tokio

Die japanische Regierung trug zum japanischen Wirtschaftswunder der Nachkriegszeit bei, indem sie das Wachstum des Privatsektors ankurbelte, zunächst durch die Einführung von Vorschriften und Protektionismus, mit denen Wirtschaftskrisen wirksam bewältigt wurden, und später durch die Konzentration auf die Ausweitung des Handels.
Das Ministerium für internationalen Handel und Industrie (MITI) war am wirtschaftlichen Aufschwung Japans in der Nachkriegszeit beteiligt. Das Ministerium wurde als Schlüsselorganisation im japanischen Wirtschaftswunder bezeichnet. Die Rolle des 1949 gegründeten MITI begann mit der „Politik zur industriellen Rationalisierung“ (1950), die die Bemühungen der Industrie koordinierte, den Auswirkungen der Vorschriften des SCAP entgegenzuwirken. Auf diese Weise formalisierte das MITI die Zusammenarbeit zwischen der japanischen Regierung und der Privatwirtschaft. Das Ministerium koordinierte verschiedene Industriezweige, einschließlich der aufstrebenden keiretsu, im Hinblick auf ein bestimmtes Ziel, in der Regel auf die Überschneidung von nationalen Produktionszielen und privaten wirtschaftlichen Interessen. Wollte das MITI z. B. auf die Stahlproduktion Einfluss nehmen, verfügte die Neo-Zaibatsu bereits über das Kapital, die Bauanlagen, die Hersteller von Produktionsmaschinen und die meisten anderen notwendigen Faktoren.
Das MITI förderte auch die industrielle Sicherheit, indem es die Technologieeinfuhren von den Einfuhren anderer Waren abkoppelte. Das MITI-Gesetz über ausländisches Kapital gab dem Ministerium die Befugnis, den Preis und die Bedingungen für Technologieimporte auszuhandeln. Dieses Element der technologischen Kontrolle ermöglichte es dem Ministerium, Industrien zu fördern, die es für vielversprechend hielt. Die niedrigen Kosten der importierten Technologie ermöglichten ein schnelles industrielles Wachstum. Die Produktivität wurde durch neue Ausrüstung, Management und Standardisierung erheblich verbessert.
Mit der Abschaffung des Wirtschaftsstabilisierungsrats und dem Devisenkontrollrats im August 1952 erhielt das MITI die Berechtigung, alle Importe zu regulieren. Obwohl der Wirtschaftsstabilisierungsrat bereits vom MITI beherrscht wurde, wandelten die Yoshida-Regierungen ihn in die Agentur für wirtschaftliche Beratung um, eine reine „Denkfabrik“, was dem MITI die volle Kontrolle über alle japanischen Importe gab. Auch die Kontrolle über Devisenpolitik wurde direkt an das MITI übertragen.
Mit der Gründung der Japanischen Entwicklungsbank durch das MITI wurde dem Privatsektor außerdem günstiges Kapital für langfristiges Wachstum zur Verfügung gestellt. Die Entwicklungsbank ermöglichte den Zugang zu einer massiven Bündelung von individuellen und nationalen Ersparnissen. Mit dieser Finanzkraft war der Bank in der Lage, eine ungewöhnlich hohe Zahl japanischer Baufirmen aufrechtzuerhalten und damit den Bausektor zu unterstützten, der in Japan ungewöhnlich groß ist im Vergleich zu Ländern mit ähnlichem BIP.

## Gesellschaftliche Auswirkungen
Das japanische Wirtschaftswunder brachte umfassende kulturelle und gesellschaftliche Veränderungen. Die rapide Industrialisierung und das Wachstum führten zu massiver Urbanisierung: Tokio wuchs von etwa drei Millionen (1945) auf rund neun Millionen Einwohner (1970) an. Gleichzeitig entstand eine breite Konsumgesellschaft – westliche Produkte und vor allem amerikanische Popkultur (Hollywood-Filme, Musik) beeinflussten besonders die Jugend. Die Arbeitswelt war stark hierarchisch und kollektivistisch geprägt; männliche „Salarymen“ leisteten lange Arbeitszeiten und trugen als Pionierkräfte zum Wiederaufbau bei, im Gegenzug erhielten sie regelmäßige Lohnerhöhungen, Sozialleistungen und eine oft garantierte Lebenszeitanstellung. Frauen erhielten nach dem Krieg formale Gleichberechtigung (Wahlrecht, gleiche Arbeits- und Erbrechte), blieben aber häufig in traditionelle Rollen.  Viele begannen als Bürokräfte, schieden jedoch nach der Heirat häufig aus dem Arbeitsmarkt aus. Für den wirtschaftlichen Erfolg ihres Landes nahm die Bevölkerung des Landes große persönliche Entbehrungen in Kauf, was zu einer Kultur der extremen Aufopferung für den Arbeitgeber führte, die in einigen Fällen bis zum Tod durch Überarbeitung (Karōshi) führte.
Parallel modernisierte sich durch technische Neuerungen der Haushalt: Elektrogeräte (Waschmaschine, Fernseher, elektrischer Reiskocher) wurden massenhaft eingeführt, von Herstellern als „rationale Anschaffung“ beworben und erleichterten den Alltag erheblich, ohne dass einfach nur westliche Lebensweisen kopiert wurden, denn Japan behielt auch in der rasanten Modernisierung seinen kulturellen Charakter bei. Die Anzahl der Hochschulabsolventen stieg rasant an und gigantische Infrastukturprojekte veränderten die Landschaft. Trotz dieser Fortschritte blieb das Wirtschaftswachstum lange das unbestrittene Hauptziel und nahm die Rolle einer „sekulären Religion“ ein, sodass soziale oder ökologische Probleme erst verzögert angegangen wurden.